# Wanda Sykes
Wanda Yvette Sykes (Portsmouth, 7 marzo 1964) è una comica, attrice, sceneggiatrice e doppiatrice statunitense.
Nel 1999 ha vinto un Emmy Awards, su ben 14 nomination ricevute durante la sua carriera (rispettivamente negli anni 1998, 2000, 2001, 2007 e 2010).

## Biografia

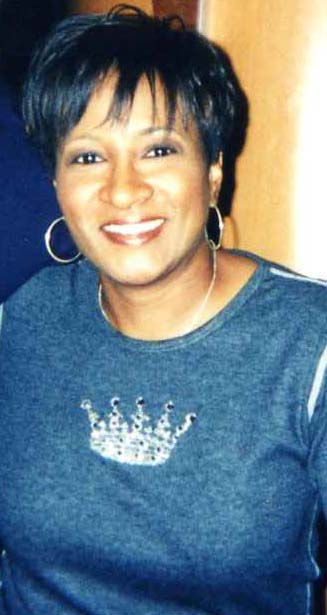
Wanda Sykes nel 2004

Wanda Sykes è nata a Portsmouth, in Virginia, ma la sua famiglia si trasferì nel Maryland quando lei aveva 8 anni. Sua madre, Marion Louise, lavorava come banchiera e suo padre, Harry Ellsworth Sykes, era un colonnello dell'esercito americano impiegato al Pentagono. Wanda ha un fratello maggiore, Harry Jr.
La storia della famiglia Sykes è stata rappresentata in un episodio del programma genealogico del 2012 della PBS Finding Your Roots With Henry Louis Gates Jr: nell'episodio i suoi antenati sono stati fatti risalire a un caso giudiziario del 1683 che coinvolgeva la sua antenata, Elizabeth Banks, una donna bianca libera, che diede alla luce, assieme ad un suo schiavo nero, un bambino mulatto, che fortunatamente ereditò lo stato libero di sua madre e lo trasmise poi ai discendenti.
Secondo la storica Ira Berlin, specializzata nell'era della schiavitù americana, la storia della famiglia Sykes è stato "l'unico caso del genere in cui è possibile rintracciare una famiglia nera radicata nella libertà dalla fine del XVII secolo ad oggi." Sykes ha frequentato la Arundel High School del Maryland, e si è laureata alla Hampton University, dove ha conseguito la laurea in marketing con il massimo dei voti.
Come attrice ha raggiunto la popolarità nel 2005, recitando con Jane Fonda e Jennifer Lopez in Quel mostro di suocera, brillante commedia sul rapporto tra suocera e nuora, che ha riscosso grande successo in tutto il mondo. Nel 2006 viene scelta per la parte di Barbara "Barb" Baran, tra i protagonisti della serie TV La complicata vita di Christine andata in onda sulla CBS fino al 2010 con molto successo. Nello stesso anno presta la sua voce al personaggio di Bessie nel film d'animazione Barnyard - Il cortile (2006) e tra il 2007 e 2009 ricoprirà lo stesso ruolo nella serie TV Barnyard - Ritorno al cortile. Come conduttrice ha presentato nel 2003 gli Emmy Awards sulla FOX e tra il 2009 e il 2010 ha presentato uno show con il suo nome, il The Wanda Sykes Show, di cui è stata anche scrittrice e produttrice.
Nel maggio del 2009, la Sykes è stata l'intrattenitrice ufficiale della Casa Bianca, diventando la prima donna afroamericana nonché la prima persona apertamente omosessuale ad ottenere il ruolo. In questo periodo, la donna ha fatto notizia rispondendo agli amari commenti del conduttore radiofonico conservatore Rush Limbaugh, riguardo all'allora presidente Barack Obama: questo infatti, in riferimento alla carica presidenziale di Obama, aveva detto "Spero che fallisca". In risposta, con il suo solito umorismo, Wanda ha replicato: "Spero che la tua lingua, che ne dici?! Così smetti un di parlare, ne hai bisogno". Nel 2018 la Sykes è diventata la sceneggiatrice principale della serie TV Pappa e ciccia. Tuttavia il 29 maggio dello stesso anno, ha annunciato su Twitter che non avrebbe già più lavorato alla serie dopo aver sentito alle sue spalle "diverse battutine omofobe". Nel 2021 Sykes ha iniziato a recitare nella sitcom Netflix The Upshaws. Nel 2022 infine conduce, assieme ad Amy Schumer e a Regina Hall, la cerimonia dei Premi Oscar 2022.

## Vita privata
Wanda Sykes è stata sposata con il produttore discografico Dave Hall dal 1991 al 1998, anno del loro divorzio.
Dieci anni più tardi, nel novembre 2008, a Las Vegas si è dichiarata pubblicamente lesbica, durante una manifestazione a favore del matrimonio tra persone dello stesso sesso. Un mese prima, ha sposato la sua storica compagna Alex Niedbalski, incontrata nel 1997 e per cui lasciò il marito. Le due sono anche divenute madri nell'aprile 2009, quando Alex ha dato alla luce una coppia di gemelli, Olivia e Lucas.
La donna ha poi dichiarato di aver fatto coming out con i genitori conservatori Marion e Harry solo quando aveva 40 anni, che inizialmente ebbero difficoltà ad accettare la sua omosessualità. Infatti hanno pure rifiutato di partecipare al matrimonio di Wanda con Alex, cosa che ha portato ad un breve periodo di allontanamento tra loro. Solo dopo anni figlia e genitori si sono riconciliati.
Il 19 settembre 2011 al The Ellen DeGeneres Show, la Sykes ha annunciato che le è stato diagnosticato da gennaio di quell'anno un carcinoma duttale in situ (DCIS) e, sebbene il DCIS sia una sorta di "cancro al seno in stadio zero" non invasivo, ha scelto di sottoporsi a una mastectomia bilaterale per ridurre le sue possibilità di contrarre il tumore.
Wanda Sykes tuttora vive divisa tra Filadelfia e Manhattan.

### Attivismo
La Sykes ha dichiarato pubblicamente di sentirsi devastata quando gli elettori della California hanno approvato la Proposition 8, per cui ha dichiarato: "Con la legislazione che hanno approvato, non posso stare a guardare e semplicemente accettarlo".
Ha sempre continuato a essere attiva in questioni relative ai matrimoni tra persone dello stesso sesso, ospitando eventi e raccolte fondi anche nelle sue stesse proprietà. Ha anche collaborato con la PETA per promuovere la legislazione contro l'incatenamento dei cani negli Stati Uniti.

## Filmografia

### Attrice

#### Cinema
- Tomorrow Night, regia di Louis C.K. (1998)
- La famiglia del professore matto (Nutty Professor II: The Klumps), regia di Peter Segal (2000)
- Pootie Tang, regia di Louis C.K. (2001)
- Ritorno dal paradiso (Down to Earth), regia di Chris Weitz e Paul Weitz (2001)
- Quel mostro di suocera (Monster-in-Law), regia di Robert Luketic (2005)
- Clerks II, regia di Kevin Smith (2006)
- La mia super ex-ragazza (My Super Ex-Girlfriend), regia di Ivan Reitman (2006)
- CondomNation, regia di Bethany Bassler e Alberto Christiano Lombardo – cortometraggio (2006)
- Un'impresa da Dio (Evan Almighty), regia di Tom Shadyac (2007)
- Licenza di matrimonio (License to Wed), regia di Ken Kwapis (2007)
- How to Vajaculate: If You Build It, She Will Come, regia di Jill Soloway – cortometraggio (2015)
- Bad Moms - Mamme molto cattive (Bad Moms), regia di Jon Lucas e Scott Moore (2016)
- Fottute! (Snatched), regia di Jonathan Levine (2017)
- Bad Moms 2 - Mamme molto più cattive (A Bad Moms Christmas), regia di Jon Lucas e Scott Moore (2017)
- L'uragano Bianca 2: dalla Russia con odio, regia di Matt Kugelman (2018)
- Jexi, regia di Jon Lucas e Scott Moore (2019)
- The Wedding Year, regia di Robert Luketic (2019)
- Breaking News a Yuba County (Breaking News in Yuba County), regia di Tate Taylor (2021)

#### Televisione
- The Chris Rock Show – serie TV, 10 episodi (1997-1998)
- The Downer Channel – serie TV, 2 episodi (2001)
- The Drew Carey Show – serie TV, 3 episodio (2001)
- Curb Your Enthusiasm – serie TV, 9 episodi (2001-2011)
- Wanda at Large – serie TV, 9 episodi (2003)
- Will & Grace – serie TV, episodio 8x18 (2006)
- La complicata vita di Christine (The New Adventures of Old Christine) – serie TV, 67 episodi (2006-2010)
- Drop Dead Diva – serie TV, 1 episodio (2011)
- 50 anni in rosa (The Hot Flashes), regia di Susan Seidelman - film TV (2013)
- Alpha House – serie TV, 14 episodi (2013-2014)
- Black-ish – serie TV, 15 episodi (2015-in corso)
- Born Again Virgin – serie TV, 1 episodio (2016)
- House of Lies – serie TV, 3 episodi (2016)
- RuPaul's Drag Race – reality show, episodio 11x11 (2019)

### Doppiatrice
- Dr. Katz, Professional Therapist – serie TV, 1 episodio (1999)
- Crank Yankers – serie TV, 3 episodi (2002-2003)
- Le avventure di Brer - Un coniglietto tutto pepe (2006)
- La gang del bosco (2006)
- Barnyard - Il cortile (2006)
- Koda, fratello orso 2 (Brother Bear 2), regia di Ben Gluck (2006)
- Hammy's Boomerang Adventure – cortometraggio (2006)
- Barnyard - Ritorno al cortile – serie TV, 50 episodi (2007-2011)
- L'era glaciale 4 - Continenti alla deriva (2012)
- Futurama – serie TV, 1 episodio (2012)
- I Simpson – serie TV, 1 episodio (2013)
- Penn Zero: Eroe Part-Time – serie TV, 2 episodi (2015)
- Bob's Burgers – serie TV, 1 episodio (2016)
- Animals – serie TV, 1 episodio (2016)
- L'era glaciale - In rotta di collisione (Ice Age: Collision Course), regia di Mike Thurmeier e Galen T. Chu (2016)
- Big Mouth – serie TV, episodio 3x07 (2019)
- Scooby-Doo and Guess Who? - serie TV, episodio 1x3 (2019)
- Star Wars: The Bad Batch - serie TV, 3 episodi (2023)
- Velma - serie TV, 2 episodi (2023)

## Riconoscimenti
Nel corso della sua carriera, Wanda Sykes è stata nominata per ben 14 Emmy, vincendolo, nel 1999, per la Miglior sceneggiatura per un varietà.
- Nel 2001 ha vinto l'American Comedy Award per l'attrice più divertente;
- Nel 2003 ha vinto al Comedy Central come attrice televisiva più divertente;[19]
- Nel 2010 ha vinto il GLAAD Media Awards;[20]
- Nel 2015 infine è stata candidata all'Oscar onorario per il suo attivismo.

## Doppiatrici italiane
Nelle versioni in italiano delle opere in cui ha recitato, Wanda Sykes è stata doppiata da:
- Cristina Noci in Quel mostro di suocera, Un'impresa da Dio, Licenza di matrimonio, Fottute!
- Francesca Draghetti in Clerks II, La complicata vita di Christine
- Paola Giannetti in La mia super ex-ragazza
- Lorella De Luca in Bad Moms - Mamme molto cattive
- Laura Romano in Bad Moms 2 - Mamme molto più cattive
- Emanuela Baroni in Black-ish
- Cristina Giolitti in Jexi
- Daniela D'Angelo in Breaking News a Yuba County
- Doriana Chierici ne La fantastica signora Maisel
- Anna Rita Pasanisi in The Good Fight
- Antonella Giannini in La pazza storia del mondo - Parte II

Da doppiatrice è sostituita da:
- Cristina Noci in La gang del bosco, Koda, fratello orso 2, Barnyard - Il cortile, L'era glaciale 4 - Continenti alla deriva, L'era glaciale - In rotta di collisione
- Debora Villa in Barnyard - Ritorno al cortile
- Carmen Iovine in Rio
- Francesca Draghetti in American Dad
- Cristiana Lionello in Futurama
- Micaela Incitti ne I Simpson
- Ludovica Modugno in Vampirina
- Anna Cugini in Scooby-Doo and Guess Who?
- Anna Cesareni in Pupazzi alla riscossa - UglyDolls
- Tiziana Avarista in Q-Force
- Daniela D'Angelo in Star Wars: The Bad Batch